# Lepturginus obscurellus
Lepturginus obscurellus är en skalbaggsart som beskrevs av Gilmour 1959. Lepturginus obscurellus ingår i släktet Lepturginus och familjen långhorningar. Inga underarter finns listade i Catalogue of Life.